# Heilig Hartbeeld (Made)
Het Heilig Hartbeeld is een standbeeld in de Nederlandse plaats Made, in de provincie Noord-Brabant.

## Achtergrond
De plaatselijke dokter H.J. Klijn nam in 1935 het initiatief voor de oprichting van een Heilig Hartbeeld. Mede door de komst van de Tweede Wereldoorlog duurde het even tot het plan gerealiseerd kon worden. Het beeld werd gemaakt door de Bossche beeldhouwer Henri Jonkers. Het werd geplaatst bij de Sint-Bernarduskerk en op 20 juli 1948 geïntroniseerd.

## Beschrijving
Het beeld is een staande Christusfiguur, gekleed in een lang, gedrapeerd gewaad en omhangen met een mantel. Hij houdt zijn beide handen uitnodigend uitgestoken. Op zijn borst is het Heilig Hart zichtbaar.
Het beeld staat op een hoge, getrapte sokkel met opschrift 

KOMT ALLEN
TOT MIJ

## Waardering
Het beeld is door de gemeente Drimmelen aangewezen als gemeentelijk monument.